# Breitling Orbiter 3

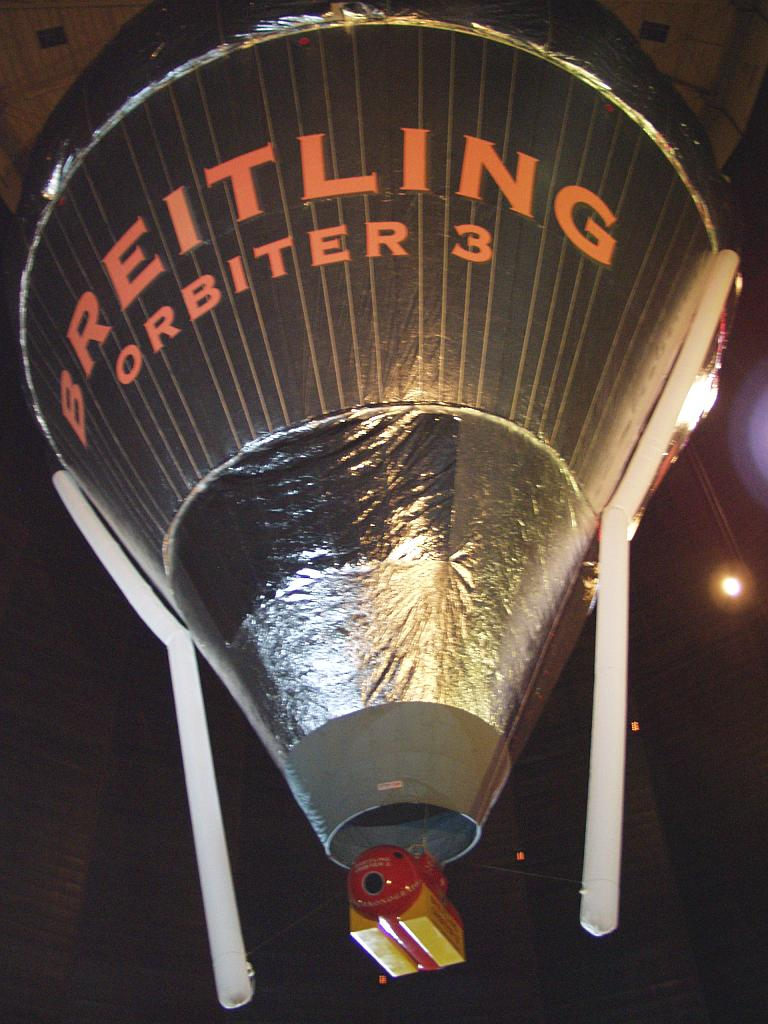
Breitling Orbiter 3

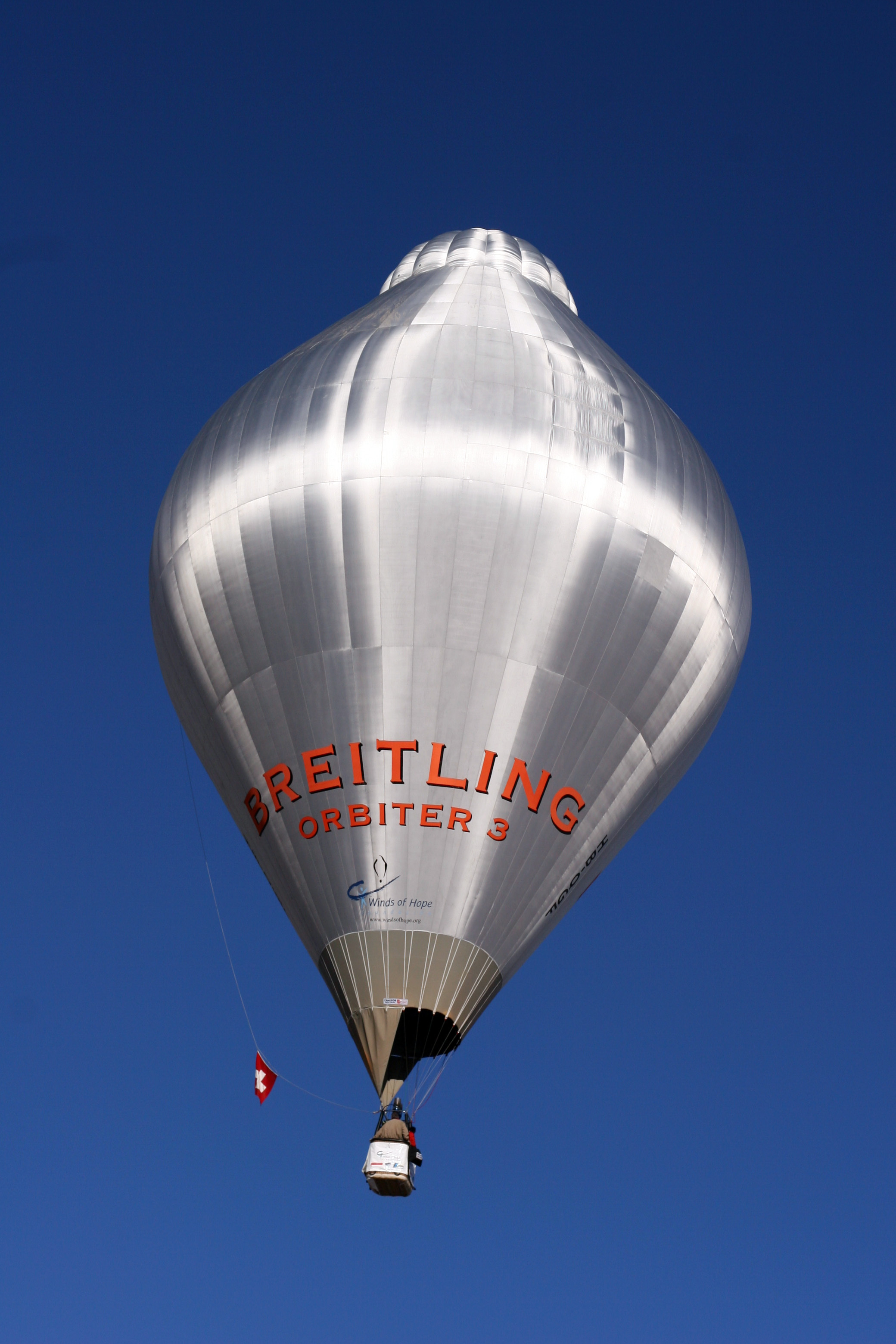
Breitling Orbiter 3

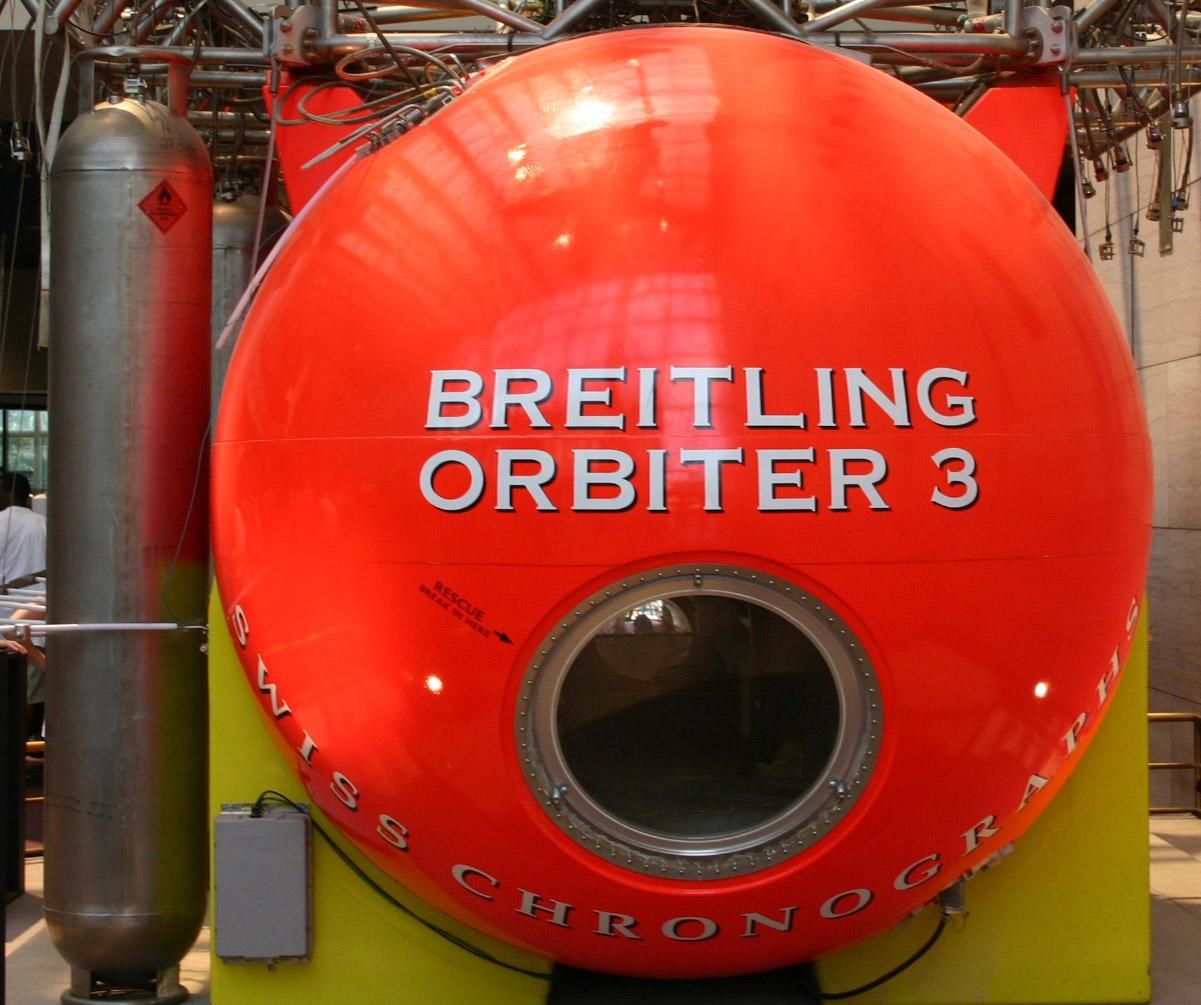
Breitling Orbiter 3

El Breitling Orbiter 3 fue el primer globo aerostático en realizar volando la circunnavegación de la Tierra sin escalas, pilotado por el suizo Bertrand Piccard y el británico Brian Jones.

## Características
El globo Breitling Orbiter 3 diseñado y construido específicamente para este vuelo por Cameron Baloons, de Bristol, Inglaterra, tenía una cabina de 5,4 m por 2,2 m, y una altura de 55 m ya inflado, estaba equipado con baterías solares debajo de la góndola y permitía recargar las baterías eléctricas, radares transportables que identificaban a la nave con el control de tránsito aéreo de cada país, sistemas de orientación por satélite GPS y radios VHF.
La góndola fue construida con tejido de Kevlar y fibra de carbono.

## Viaje
Se inició el viaje en Chateau d'Oeax, en los Alpes suizos el 1 de marzo de 1999. Su máxima altura alcanzada fue de 11.373 metros, y alcanzó una velocidad máxima de 161 nudos. Recorrió 45.633 kilómetros en 19 días, 21 horas y 47 minutos aterrizando el 21 de marzo de 1999 en el desierto egipcio a 300 km al oeste de El Cairo, en el oasis de Bawiti.
El gas propano que alimentan los seis quemadores de Breitling Orbiter 3 estaba contenida en 28 cilindros de titanio montado en dos hileras a lo largo de los lados de la góndola. Preocupado por el consumo de combustible, el equipo sumó cuatro contenedores de propano adicional antes del despegue, fue una decisión acertada, ya que aterrizó con menos de un cuarto de combustible restante.
Bertrand Piccard y Brian Jones después de su hazaña crearon la fundación «Winds of Hope» [Aires de Esperanza], destinada a apoyar proyectos humanitarios.
A los 6000 metros la cápsula se cerraba para atrapar el aire dentro y el dióxido de carbono se extraía con filtros de hidróxido de litio.
El Breitling Orbiter 3 era un globo Cameron R-650 Rozière , que combina las características de un globo de aire caliente y un globo de gas, con una celda de helio dentro de una envoltura de aire caliente. Inicialmente, la celda de helio se llena aproximadamente al 47% de su capacidad máxima. Durante el ascenso, el calentamiento del sol hace que el helio se expanda incluso más que el aire circundante, lo que ayuda al globo a ganar altitud (a diferencia de la expansión causada por la caída de la presión atmosférica, que incluso puede obstaculizarlo hasta que las temperaturas del aire y del helio se igualen.
El viaje supuso conseguir 4 récords mundiales de un aerostato tripulado por humanos dentro, la primera vuelta al mundo, la altitud, la distancia recorrida y la duración. 
La cápsula del aerostato actualmente se exhibe en el Smithsonian National Air and Space Museum de Washington D. C..